# 5049 Sherlock
För andra betydelser, se Sherlock.
5049 Sherlock eller 1981 VC1 är en asteroid i huvudbältet som upptäcktes den 2 november 1981 av den amerikanske astronomen Edward L.G. Bowell vid Anderson Mesa Station. Den är uppkallad efter den fiktive figuren Sherlock Holmes, skapad av Arthur Conan Doyle.
Asteroiden har en diameter på ungefär 5 kilometer.